# Luckow-Petershagen
Luckow-Petershagen ist ein Ende 2002 eingemeindeter Ortsteil der Gemeinde Casekow im Landkreis Uckermark im Nordosten des Landes Brandenburg. Er besteht aus den bis 1973 selbstständigen Gemeinden Luckow und Petershagen.

## Geografie und Verkehrsanbindung
Luckow-Petershagen liegt nördlich des Kernortes Casekow an der Kreisstraße K 7309.
Westlich und nördlich verläuft die A 11 (= E 28), in die von Norden her die A 20 einmündet und als B 166 nach Süden weiterführt.
Der Haltepunkt Petershagen (Uckerm) liegt an der Bahnstrecke Berlin–Szczecin. Es verkehrt die Regionalbahnlinie RB 66.
Die Grenze zu Mecklenburg-Vorpommern verläuft 1,5 km entfernt nördlich.

### Naturschutzgebiete
- Das 310,45 ha große Naturschutzgebiet Blumberger Wald, das am 16. Mai 1990 unter Naturschutz gestellt wurde, liegt südwestlich.
- Das 18,82 ha große Naturschutzgebiet Große Hölle bei Luckow-Petershagen wurde am 1. Februar 1997 unter Naturschutz gestellt (siehe Liste der Naturschutzgebiete in Brandenburg).
- Das 106,83 ha große Naturschutzgebiet Piepergrund liegt nordöstlich.

## Sehenswürdigkeiten
- Siehe Liste der Baudenkmale in Casekow#Luckow
- Siehe Liste der Baudenkmale in Casekow#Petershagen